# Риволи Веронезе
Рѝволи Веронѐзе (на италиански: Rivoli Veronese; на венециански: Riole, Риоле) е село и община в Северна Италия, провинция Верона, регион Венето. Разположено е на 191 m надморска височина. Населението на общината е 2195 души (1 януари 2023).